# Hans Widmark
Hans Olof Olofsson Widmark, född 28 april 1906 i Vaxholm, död 18 december 2000 i Lidingö, var en svensk väg- och vattenbyggnadsingenjör. Han var son till Olof Widmark.
Efter studentexamen i Stockholm 1924 utexaminerades Widmark från Kungliga Tekniska högskolan 1929. Han var anställd hos Vattenfallsstyrelsen 1929–1930 och hos Henrik Kreügers konsulterande ingenjörsfirma 1930–1938. Han var 1938 medgrundare av och därefter delägare i  ingenjörsfirman Jacobson & Widmark AB, senare J&W. Widmark är begravd på Lidingö kyrkogård.